# Pete Desjardins
Ulise Joseph Desjardins, detto Pete Desjardins, (St. Pierre, 12 aprile 1907 – Miami, 6 maggio 1985), è stato un tuffatore statunitense.

## Biografia
Ha rappresentato gli Stati Uniti d'America ai Giochi olimpici di Parigi 1924 e di Amsterdam 1928, dove ha collezionato due medaglie d'oro ed una d'argento.

## Palmarès
- Giochi olimpici

Parigi 1924: argento nel trampolino 3 m
Amsterdam 1928: oro nella piattaforma 10 m e nel trampolino 3 m